# Desa Wangunjaya (administrativ by i Indonesien, lat -7,32, long 108,53)
Desa Wangunjaya är en administrativ by i Indonesien.   Den ligger i provinsen Jawa Barat, i den västra delen av landet, 220 km sydost om huvudstaden Jakarta.